# Vrije Vrouwenvereeniging
Die Vrije Vrouwenvereeniging wurde als Interessenvertretung für Emanzipation und Frauenrechte in den Niederlanden am 5. Oktober 1889 im Café Suisse in Amsterdam von Wilhelmina Drucker zusammen mit Grietje und Henriette Cohen, Theodora van Campen-Doesburg, Feitje Acronius-Duinker und Maria Mater-Vonk gegründet. Ziel der Vrije Vrouwenvereeniging war die rechtliche, wirtschaftliche und politische Gleichstellung der Frauen. Dies führte 1889 zur organisierten Frauenbewegung in den Niederlanden. Die Vrije Vrouwenvereeniging war die erste Frauenorganisation mit sozialistischem Hintergrund. Der Verein stand nur Frauen und politisch unabhängigen Personen offen. Das  „Frei“ bedeutete: frei von Parteipolitik, Religion und Dogmen.

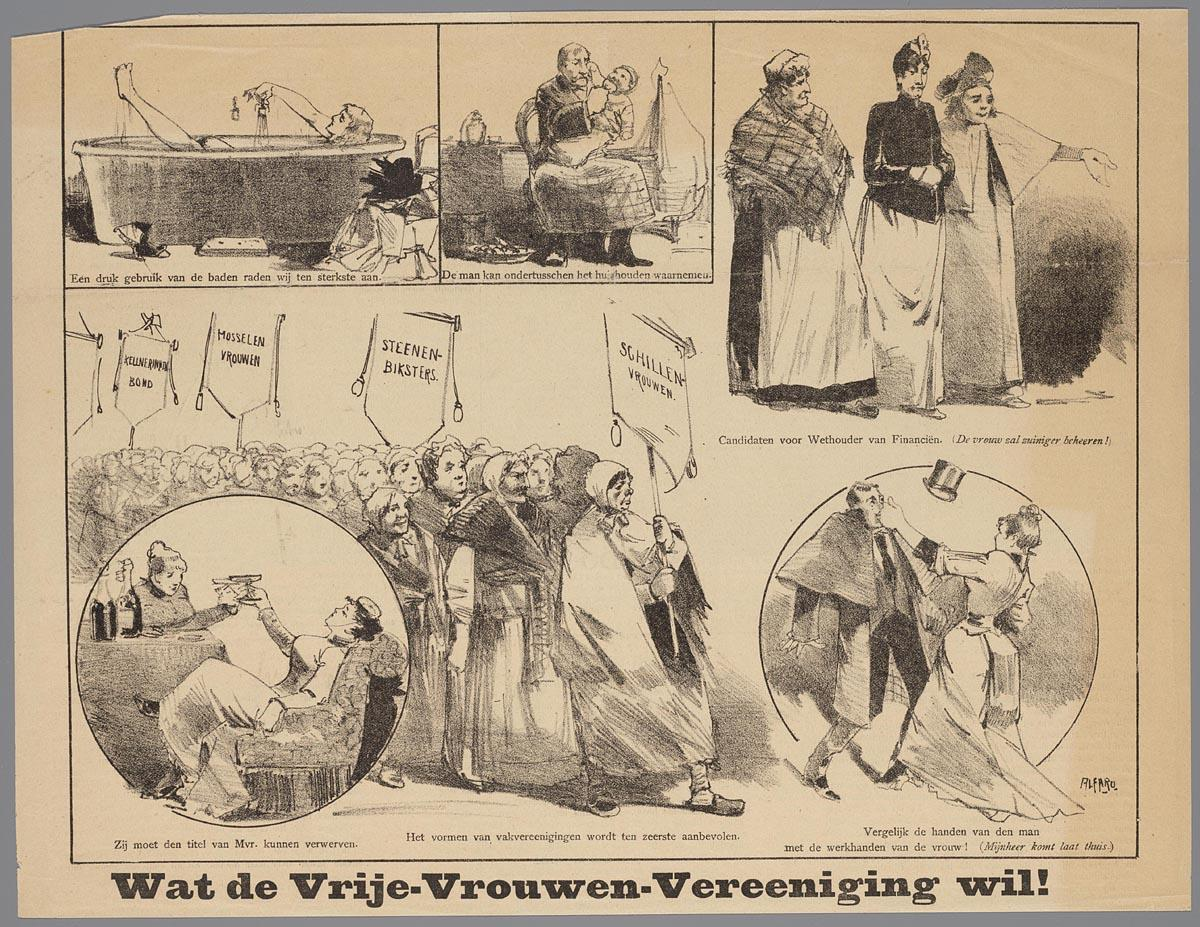
Karikatur, die die Freie Frauenvereinigung lächerlich macht

Die Gründerinnen um Drucker verfolgten den Gedanken, dass Frauen in der Lage sein sollten, ihren Lebensunterhalt durch „ehrliche Arbeit“ selbst zu verdienen. Sie sollten nicht gezwungen sein, diesen durch Prostitution oder Heirat zu sichern. Frauen sollten alle Ausbildungen und Berufe zugänglich gemacht werden. Auch wandte sich Drucker gegen den besonderen gesetzlichen Schutz der Frauenarbeit, der durch das Repräsentantenhaus im Mai 1889 beschlossen worden war. Dieses Arbeitsgesetz ließ die Arbeitszeit erwachsener Männer völlig frei, beschränkte jedoch die Arbeitszeit aller Frauen und junger Männer unter 16 Jahren. Durch diese Gesetzgebung verschlechterte sich die Wettbewerbsposition der Frauen auf dem Arbeitsmarkt im Vergleich zu den Männern, was es für Frauen noch schwieriger machte, ihren eigenen Lebensunterhalt zu verdienen. Mit dieser Position vertrat sie eine diametral entgegengesetzte Position zur sozialistischen Bewegung. Auch wenn zunächst das Frauenwahlrecht nicht zu den Forderungen der Vrije Vrouwenvereeniging gehörten, brachte Drucker innerhalb eines Jahres nach Gründung der Vereinigung die Forderung nach dem Frauenwahlrecht auf und die Vrije Vrouwenvereeniging setzte sich gemeinsam mit den Sozialisten für die Verabschiedung einer Verfassungsänderung für das allgemeine Wahlrecht ein. Diese Zusammenarbeit geriet bald unter Druck, als Sozialisten wie Henri Polak und Frank van der Goes zu verstehen gaben, dass die Forderungen des VVV ihrer Meinung nach zu weit gingen.
Um die Inhalte der Vereinigung bekannt zu machen, wurde eine Zeitschrift, die „Evolutie“ gegründet, die bis 1926 bestand, auch nachdem der Verein bereits in Konkurs geraten war. Das Magazin wurde von Drucker und Theodore Haver herausgegeben. Nach dem Tod von Dora Haver engagierte sich ihre Schwester Josephine Baerveldt-Haver für das Magazin.
Im Laufe der Jahre nahm die Unterstützung für den Verein ab, aufgelöst wurde die Vereinigung im Jahr 1913.